# Марджъри Алингам
Марджъри Луиз Алингам (на английски: Margery Louise Allingham) е английска писателка, автор на голям брой криминални романи, разкази и пиеси.

## Биография
Родена е през 1904 г. в Лондон в семейството на Хърбърт Алингам, автор на популярни романи, и израства в Лейър Бретън, близо до Колчестър. През 1923 г. публикува първия си роман „Blackkerchief Dick“, а през 1928 г. се жени за Филип Йънгман Картър, който става автор на художественото оформление на много нейни книги. Марджъри Алингам става популярна с издадения през 1929 г. роман „The Crime at Black Dudley“, в който за пръв път се появява героят от много нейни книги Албърт Кампиън. Тя умира през 1966 г. в Колчестър от рак на гърдата.